# Malinowo (Górowo Iławeckie)
Malinowo (deutsch Amalienhof) ist ein Ort in der polnischen Woiwodschaft Ermland-Masuren. Er gehört zur Landgemeinde Górowo Iławeckie (Landsberg) im Powiat Bartoszycki (Kreis Bartenstein) – bis 1945 zum Kreis Preußisch Eylau in Ostpreußen.

## Geographische Lage
Malinowo liegt im Nordwesten der Woiwodschaft Ermland-Masuren, 18 Kilometer südwestlich der früheren und heute auf russischem Staatsgebiet gelegenen Kreisstadt Preußisch Eylau (russisch Bagrationowsk) bzw. 29 Kilometer nordwestlich der heutigen Kreismetropole Bartoszyce (deutsch Bartenstein).

## Geschichte
Um 1700 wurde das damalige Amalienhoff gegründet und bereits vor 1785 Amalienhof genannt. Bis 1945 war es ein Vorwerk und somit Wohnplatz von Wildenhoff (polnisch Dzikowo Iławeckie) im ostpreußischen Kreis Preußisch Eylau, Regierungsbezirk Königsberg und zählte im Jahre 1905 44 Einwohner.
Als 1945 das gesamte südliche Ostpreußen in Kriegsfolge an Polen fiel, bekam Amalienhof die polnische Namensform „Malinowo“. Der Ort wurde besiedelt, aber allmählich derart bevölkerungslos, dass heute dort keine Gebäude mehr stehen. Offiziell aber wird Malinowo als Ortschaft noch gewertet. Sie liegt im Gebiet der Gmina Górowo Iławeckie (Landgemeinde Landsberg) im Powiat Bartoszycki (Kreis Bartenstein), von 1975 bis 1998 der Woiwodschaft Olsztyn, seither der Woiwodschaft Ermland-Masuren zugehörig.

## Religion
Amalienhof war bis 1945 in das Kirchspiel der evangelischen Kirche Canditten (polnisch Kandyty) eingepfarrt, das zur Kirchenprovinz Ostpreußen der Kirche der Altpreußischen Union gehörte.
Heute gehört Malinowo zur römisch-katholischen Pfarrei Kandyty im Dekanat Górowo Iławeckie des Erzbistums Ermland.

## Verkehr
Malinowo ist über eine Landwegverbindung von Dzikowo Iławeckie (Wildenhoff) aus zu erreichen. 
Von 1892 bis 1944 und von 1953 bis 1991 war Wildenhoff die nächste Bahnstation an der Bahnstrecke von Königsberg (Preußen) nach Rothfließ, die nach dem Kriege nur noch zwischen Sągnity (Sangnitten) und Czerwonka (Rothfließ) befahren wurde.